# Photonensurfer
Photonensurfer est un groupe allemand de rock alternatif, actif entre 2003 et 2008.

## Histoire
Le groupe est formé en 2003 autour du chanteur Dirk Jahrens. En 2005, Photonensurfer signe un contrat avec le label berlinois Motor Music, et y publie son premier EP, Photonensurfer, ainsi que son premier et unique album Neue Weltordnung sort en mars 2006 ; il est très bien accueilli par la presse,,, notamment par le TerrorVerlag qui lui attribue la note maximale de 10/10. Cette même année, le groupe participe à des festivals locaux comme le Hurricane Festival. Après le départ de la section rythmique composée de Dominik Henn et Thomas Wischer en 2008, le groupe se sépare quelques mois plus tard. 

## Discographie
- 2005 : Photonensurfer (EP)
- 2006 : Neue Weltordnung (album studio)